# Felipe Coelho Matos
Felipe Coelho Matos (Ouricuri, 6 de julho de 1924 — Recife, 13 de julho de 2004) foi um político brasileiro. Exerceu onze mandatos de deputado estadual em Pernambuco.

## Atuação política
Conhecido na política pernambucana como Felipe Coelho, ele exerceu o mandato de deputado estadual em onze legislaturas consecutivas, entre 1950 e 1994. 
Foi Presidente da Assembleia Legislativa do Estado de Pernambuco duas vezes, nos períodos de 1983 a 1985 e de 1993 a 1994.
Exerceu também o cargo de Secretário de Administração do Estado de Pernambuco (1973/1974).
Ficou conhecido pela imprensa como "Tigre do Araripe", em virtude de sua longa e relevante atuação política como parlamentar em Pernambuco
O deputado Romário Dias (PFL), lamentou a morte do ex-deputado, destacando que: 
| “              | ele era um homem firme e coerente, que lutava para levar melhorias à Região do Araripe.Também senti muito por Felipe não poder participar do Projeto Arquivo Vivo, que a Alepe pretende implementar, enfocando os grandes nomes que militaram na política pernambucana. Ele seria um dos que teriam suas experiências registradas | ” |
| — Romario Dias | |   |

Romário solicitou um minuto de silêncio em homenagem ao ex-deputado.
Felipe Coelho foi eleito deputado estadual, pela primeira vez, em 1950, com apenas 26 anos de idade. Ocupou, também, o cargo de secretário de Administração no Governo de Eraldo Gueiros Leite e de presidente estadual do PFL. O político atuou por 44 anos na Alepe, exercendo 11 mandatos consecutivos, entre 1950 e 1994. Por duas vezes, ocupou a presidência da Assembleia Legislativa, nos períodos de 1983 a 1985, e de 1993 a 1994

## Origem e família
Felipe Coelho Matos, nasceu no dia 6 de julho de 1924, na Fazenda Quixadá, Ouricuri, Pernambuco, Brasil. Era casado com Hildete Bezerra Coelho.
Filho de Anísio Rodrigues Coelho e Rufina Coelho Matos, era neto paterno do Coronel Felipe Rodrigues Coelho e de Raimunda Petronila Rodrigues Coelho.
|  |  |  |  |                     |                     | Felipe Rodrigues Coelho | Felipe Rodrigues Coelho | Felipe Rodrigues Coelho | Felipe Rodrigues Coelho | Felipe Rodrigues Coelho | Felipe Rodrigues Coelho |                         |                         |                         |                         |                         |                         | Raimunda Petronila Rodrigues Coelho | Raimunda Petronila Rodrigues Coelho | Raimunda Petronila Rodrigues Coelho | Raimunda Petronila Rodrigues Coelho | Raimunda Petronila Rodrigues Coelho | Raimunda Petronila Rodrigues Coelho |            |            |
|  |  |  |  |                     |                     | Felipe Rodrigues Coelho | Felipe Rodrigues Coelho | Felipe Rodrigues Coelho | Felipe Rodrigues Coelho | Felipe Rodrigues Coelho | Felipe Rodrigues Coelho |                         |                         |                         |                         |                         |                         | Raimunda Petronila Rodrigues Coelho | Raimunda Petronila Rodrigues Coelho | Raimunda Petronila Rodrigues Coelho | Raimunda Petronila Rodrigues Coelho | Raimunda Petronila Rodrigues Coelho | Raimunda Petronila Rodrigues Coelho |            |            |
|  |  |  |  |                     |                     |                         |                         |                         |                         |                         |                         |                         |                         |                         |                         |                         |                         |                                     |                                     |                                     |                                     |                                     |                                     |            |            |
|  |  |  |  |                     |                     |                         |                         |                         |                         |                         |                         |                         |                         |                         |                         |                         |                         |                                     |                                     |                                     |                                     |                                     |                                     |            |            |
|  |  |  |  | Rufina Coelho Matos | Rufina Coelho Matos | Rufina Coelho Matos     | Rufina Coelho Matos     | Rufina Coelho Matos     | Rufina Coelho Matos     |                         |                         | Anísio Rodrigues Coelho | Anísio Rodrigues Coelho | Anísio Rodrigues Coelho | Anísio Rodrigues Coelho | Anísio Rodrigues Coelho | Anísio Rodrigues Coelho |                                     |                                     | (+ filhos)                          | (+ filhos)                          | (+ filhos)                          | (+ filhos)                          | (+ filhos) | (+ filhos) |
|  |  |  |  | Rufina Coelho Matos | Rufina Coelho Matos | Rufina Coelho Matos     | Rufina Coelho Matos     | Rufina Coelho Matos     | Rufina Coelho Matos     |                         |                         | Anísio Rodrigues Coelho | Anísio Rodrigues Coelho | Anísio Rodrigues Coelho | Anísio Rodrigues Coelho | Anísio Rodrigues Coelho | Anísio Rodrigues Coelho |                                     |                                     | (+ filhos)                          | (+ filhos)                          | (+ filhos)                          | (+ filhos)                          | (+ filhos) | (+ filhos) |
|  |  |  |  |                     |                     |                         |                         |                         |                         |                         |                         |                         |                         |                         |                         |                         |                         |                                     |                                     |                                     |                                     |                                     |                                     |            |            |
|  |  |  |  |                     |                     |                         |                         | Felipe Coelho Matos     |                         |                         |                         |                         |                         |                         |                         |                         |                         |                                     |                                     |                                     |                                     |                                     |                                     |            |            |

Felipe Coelho Matos era também bisneto do Comendador Padre Francisco Pedro da Silva (pai de sua avó paterna Raimunda Petronila Rodrigues Coelho), um dos políticos e religiosos influentes do Sertão Pernambucano. 
Como político, o Padre Francisco Pedro da Silva (seu bisavô paterno) foi eleito deputado provincial de Pernambuco (1860 a 1890). Ele foi agraciado por D. Pedro II com os títulos de Cavaleiro da Ordem da Rosa (em 14 de março de 1860) e Cavaleiro da Ordem de Cristo (em 19 de junho do mesmo ano), e foi condecorado com o grau de Comendador da Ordem de Cristo.

### Descendente da família Coelho Rodrigues
Felipe Coelho Matos era descendente da família Coelho Rodrigues, com raízes genealógicas no município de Paulistana, Piauí. Muitos de seus ancestrais tiveram uma atuação relevante no setor público brasileiro. 
Seu pai, Anísio Rodrigues Coelho, foi prefeito duas vezes de Ouricuri e também deputado estadual de Pernambuco em várias legislaturas.
Seu avô paterno, Coronel Felipe Rodrigues Coelho, combateu na Guerra do Paraguai, no posto de Tenente-Coronel e Comandante do 7º Batalhão de Voluntários da Pátria, organizado em Ouricuri, Pernambuco. Ele recebeu de Dom Pedro II a bandeira (insígnia) do batalhão, na qual fora bordada a seguinte informação: "7º Batalhão de Voluntários da Pátria de Ouricuri".
Seu trisavô paterno, Lourenço Rodrigues Coelho (nasceu na Fazenda do Paulista, atualmente Paulistana, Piauí) foi Membro da Junta Trina de Governos da Capitania do Piauí, no ano de 1797, na qualidade de vereador mais velho do senado da câmara de Oeiras.
O seu tetravô paterno, Valério Coelho Rodrigues, nasceu em Portugal e morou a maior parte de sua vida na Fazenda do Paulista, atualmente município de Paulistana, Piauí. Ele foi um personagem importante no processo de colonização portuguesa no Piauí, em virtude de ter sido um dos desbravadores do interior do Estado, ao longo do Século XVIII.
Valério Coelho Rodrigues  atuou como político, sendo eleito de pelouros diversas vezes para o senado da câmara de Oeiras. Entre 1754 e 1756, ele também ocupou o cargo de juiz ordinário na antiga capital da Capitania do Piauí. Em 1769, exerceu novamente o cargo de juiz ordinário de Oeiras. Em seguida, até o ano de 1771, ocupou os cargos reunidos de ouvidor-geral, provedor da real fazenda e dos defuntos e ausentes, capelas e resíduos da capitania, tendo sido indicado para mestre-de-campo do terço de infantaria auxiliar da guarnição do Piauí.